# Peter Holland (Eishockeyspieler)
Peter Holland (* 14. Januar 1991 in Caledon, Ontario) ist ein kanadischer Eishockeyspieler, der zuletzt bis zum Ende der Saison 2023/24 bei den Colorado Eagles aus der American Hockey League (AHL) unter Vertrag gestanden und dort auf der Position des Centers gespielt hat. Im bisherigen Verlauf seiner aktiven Karriere zwischen 2007 und 2021 bestritt Holland unter anderem 266 Spiele für die Anaheim Ducks, Toronto Maple Leafs, Arizona Coyotes und New York Rangers in der National Hockey League (NHL).

## Karriere
Peter Holland spielte zunächst von 2006 bis 2007 für die Brampton Battalion Midget AAA in einer unterklassigen kanadischen Juniorenliga, bevor der Stürmer bei der OHL Priority Selection 2007 in der ersten Runde als Gesamtelfter von den Guelph Storm ausgewählt wurde. In seiner Rookiesaison mit dem Team im Spieljahr 2007/08 absolvierte Holland 62 Spiele in der Ontario Hockey League (OHL) und erzielte 23 Punkte. In den Play-offs stand er in zehn Spielen für das Team auf dem Eis und verbuchte einen Assist. In seiner zweiten Saison in Guelph erhielt Peter Holland deutlich mehr Spielzeit und er verbesserte seine Offensivstatistiken, als er mit 28 Toren und 39 Assists 67 Punkte erreichte. Er war damit nach Matt Kennedy zweitbester Scorer des Teams. Obwohl Holland in den Playoffs in vier Spielen ebenso viele Tore erzielte, schieden die Guelph Storm in der ersten Playoff-Runde nach vier Spielen und ohne einen Sieg aus.
Beim NHL Entry Draft 2009 wurde er in der ersten Runde an 15. Position von den Anaheim Ducks ausgewählt. Im April 2010 unterzeichnete der Kanadier einen dreijährigen Einstiegsvertrag bei den Kaliforniern. Während der Saison 2010/11 fungierte Holland bei den Guelph Storm neben Taylor Beck und Michael Latta als einer von drei Assistenzkapitänen. Am 7. April 2011 debütierte Holland für Anaheims damaliges Farmteam, die Syracuse Crunch aus der American Hockey League (AHL), im Spiel gegen die Norfolk Admirals und erzielte ein Tor und zwei Torvorlagen.
Am 5. November 2011 debütierte Holland für die Ducks in der National Hockey League (NHL), als er im Auswärtsspiel bei den Detroit Red Wings zum Einsatz kam und über elf Minuten auf dem Eis stand. Seinen ersten Treffer verbuchte der Linksschütze bei seinem dritten NHL-Einsatz am 11. November 2011 gegen die Vancouver Canucks, als er Torwart Roberto Luongo bezwang. Den Großteil der Spielzeit 2011/12 verbrachte der Angreifer im Farmteam bei der Syracuse Crunch und etablierte sich dort rasch als einer der offensivstärksten Akteure des Teams. Mit 60 Scorerpunkten in 71 Partien der regulären Saison war Holland ligaweit der viertbeste Rookie; lediglich Cory Conacher, Tyler Johnson und Jonathan Marchessault waren erfolgreicher. Nachdem er in der Spielzeit 2012/13 auf 21 Einsätze in der NHL gekommen war, wurde er zu Beginn der Saison 2013/14 wieder zurück zu den Norfolk Admirals in die AHL transferiert. Im November 2013 wurde er gemeinsam mit Brad Staubitz zu den Toronto Maple Leafs transferiert, während Anaheim dafür Jesse Blacker sowie ein Dritt- und Siebtrunden-Wahlrecht für den NHL Entry Draft 2014 erhielt.
Im Dezember 2016 gaben ihn die Maple Leafs an die Arizona Coyotes ab und erhielten im Gegenzug ein erfolgsabhängiges Sechstrunden-Wahlrecht für den NHL Entry Draft 2018. In Arizona beendete der Angreifer die Spielzeit und schloss sich in der Folge im Juli 2017 als Free Agent den Canadiens de Montréal an. Dort kam er bis Ende November 2017 ausschließlich im Farmteam Rocket de Laval zu Einsätzen, ehe er im Tausch für Adam Cracknell zum Kooperationspartner der New York Rangers, dem Hartford Wolf Pack, transferiert wurde. Im restlichen Verlauf der Spielzeit kam der Kanadier sowohl beim Wolf Pack in der AHL als auch bei den Rangers in der NHL zu Einsätzen. Vom Beginn der Saison 2018/19 an bis zum Februar 2019 spielte er dann aber ausschließlich in der AHL, bevor er zu den Chicago Blackhawks transferiert wurde. Diese gaben im Gegenzug Darren Raddysh an New York ab.
Im Mai 2019 verließ er Nordamerika und wechselte zu Awtomobilist Jekaterinburg in die Kontinentale Hockey-Liga (KHL). Holland verbrachte zwei Spielzeiten beim russischen Klub, ehe er im September 2021 zu Djurgårdens IF aus der Svenska Hockeyligan (SHL) wechselte. Nachdem der Kanadier dort bis Mitte Dezember 15 Saisonspiele absolviert hatte, verließ er den Klub. Im März 2022 gab der 31-Jährige zunächst das Ende seiner aktiven Karriere bekannt, ehe er im Oktober 2023 in den Sport zurückkehrte, als er einen Einjahresvertrag bei den Colorado Eagles aus der AHL erhielt.

### International
Holland nahm 2008 mit der Auswahl von Canada Ontario an der World U-17 Hockey Challenge teil. In sechs Spielen erzielte er sechs Punkte und gewann die Goldmedaille. Ein Jahr später stand der Stürmer im kanadischen Aufgebot für die U18-Junioren-Weltmeisterschaft 2009. Im Turnierverlauf kam Holland zu sechs Einsätzen und verbuchte eine Bilanz von fünf Punkten. Die Mannschaft belegte den vierten Platz, nachdem sie die Begegnung um Rang drei gegen Finnland verloren hatte.

## Erfolge und Auszeichnungen
- 2008 Goldmedaille bei der World U-17 Hockey Challenge
- 2009 Teilnahme am CHL Top Prospects Game
- 2013 Teilnahme am AHL All-Star Classic

## Karrierestatistik
Stand: Ende der Saison 2023/24

### International
Vertrat Kanada bei:
- World U-17 Hockey Challenge 2008
- U18-Junioren-Weltmeisterschaft 2009

(Legende zur Spielerstatistik: Sp oder GP = absolvierte Spiele; T oder G = erzielte Tore; V oder A = erzielte Assists; Pkt oder Pts = erzielte Scorerpunkte; SM oder PIM = erhaltene Strafminuten; +/− = Plus/Minus-Bilanz; PP = erzielte Überzahltore; SH = erzielte Unterzahltore; GW = erzielte Siegtore; 1 Play-downs/Relegation; Kursiv: Statistik nicht vollständig)